# Idiops curvipes
Idiops curvipes is een spinnensoort in de taxonomische indeling van de valdeurspinnen (Idiopidae).
Het dier behoort tot het geslacht Idiops. De wetenschappelijke naam van de soort werd voor het eerst geldig gepubliceerd in 1899 door Tord Tamerlan Teodor Thorell.